# Syllepte gorgonalis
Syllepte gorgonalis là một loài bướm đêm trong họ Crambidae.